# Horst-Dieter Höttges
Horst-Dieter Höttges (Mönchengladbach, 10 de septiembre de 1943-Verden, Alemania, 22 de junio de 2023) fue un futbolista alemán que jugaba como defensa.

## Selección nacional
Fue internacional con la selección de Alemania Federal en 66 ocasiones y convirtió un gol. Participó en tres Copas del Mundo, siendo campeón en 1974, subcampeón en 1966 y tercero en 1970. También ganó la Eurocopa en 1972.

### Participaciones en Copas del Mundo
| Mundial                        | Sede             | Resultado    | Partidos | Goles |
| ------------------------------ | ---------------- | ------------ | -------- | ----- |
| Copa Mundial de Fútbol de 1966 | Inglaterra       | Subcampeón   | 5        | 0     |
| Copa Mundial de Fútbol de 1970 | México           | Tercer lugar | 4        | 0     |
| Copa Mundial de Fútbol de 1974 | Alemania Federal | Campeón      | 1        | 0     |

### Participaciones en Eurocopas
| Copa          | Sede    | Resultado | Partidos | Goles |
| ------------- | ------- | --------- | -------- | ----- |
| Eurocopa 1972 | Bélgica | Campeón   | 2        | 0     |

## Clubes
| Club                     | País             | Año       |
| ------------------------ | ---------------- | --------- |
| Borussia Mönchengladbach | Alemania Federal | 1963-1964 |
| Werder Bremen            | Alemania Federal | 1964-1978 |
| SC Oberbecksen           | Alemania Federal | ¿-?       |
| TSV Achim                | Alemania Federal | ¿-?       |
| Werder Bremen Amateure   | Alemania Federal | 1979-1980 |

## Palmarés

### Campeonatos nacionales
| Título     | Club          | País             | Año  |
| ---------- | ------------- | ---------------- | ---- |
| Bundesliga | Werder Bremen | Alemania Federal | 1965 |

### Copas internacionales
| Título                 | Selección        | Sede             | Año  |
| ---------------------- | ---------------- | ---------------- | ---- |
| Eurocopa               | Alemania Federal | Bélgica          | 1972 |
| Copa Mundial de Fútbol | Alemania Federal | Alemania Federal | 1974 |

### Distinciones individuales
| Distinción                                   |
| -------------------------------------------- |
| Nombrado capitán honorario del Werder Bremen |

## Condecoraciones
| Distinción      | Año  |
| --------------- | ---- |
| Laurel de Plata | 1974 |